# کلمات (کتاب)
کلمات (به فرانسوی: Les Mots) زندگی‌نامه خودنوشتی است که ژان پل سارتر در سال ۱۹۶۳ نوشته است.